# Hölleialm
Die Hölleialm ist eine Alm in den Bayerischen Voralpen im Gemeindegebiet von Kreuth. 
Das Almgebiet befindet sich südlich unterhalb des Brunstlahnerkopfes. Die Alm war bereits auf der Uraufnahme namentlich erwähnt.
Die Alm kann sowohl vom Walchental, von Stuben als auch über die Mitterhütte bzw. der Hochalm erreicht werden. 
Die Almhütte ist als Baudenkmal in die Liste der Baudenkmäler in Kreuth eingetragen.